# Styx (rivière du North Canterbury)
Ne doit pas être confondu avec Styx (rivière de Canterbury) ou Styx (rivière de Nouvelle-Zélande).
La rivière Styx River est un cours d’eau du nord de la région de Canterbury dans l’Île du Sud de la Nouvelle-Zélande.

## Situation
Elle s’écoule vers l’est sur une distance de 7 kilomètres (4 mi) et se jette dans le fleuve Clarence, 9 kilomètres (6 mi) au nord-ouest de la ville de Hanmer Springs.